# Лев Данилович
Лев Дани́лович (бл. 1228 — бл.1301) — князь перемишльський (бл. 1240—1269), белзький (після 1245—1269) і галицький (1264—бл. 1301). Представник роду Романовичів, гілки Володимирських Мономаховичів, із династії Рюриковичів.
Син Данила Романовича князя Галицького і Володимирського і  Анни Мстиславни. Чоловік угорської принцеси Констанції, доньки угорського короля Бели IV. Вперше відзначився у поході проти Куремси. Після розпаду Галицько-Волинського князівства по смерті Данила (1264) успадкував Галицьку і Перемишльську землі, ставши найсильнішим серед членів дому. Визнав себе васалом Золотої Орди. Убив литовського князя Войшелка за передачу Литви його братові Шварну (1267). Тим самим зіпсував відносини з литовцями, які замість русина поставили наступним князем литовця Тройдена; поховав ідею єдиної Русько-Литовської держави під егідою Романовичів. Безуспішно претендував на литовську (1269) та польську (1289) спадщину, залучаючи до походів татар. Замість краківської корони здобув лише Люблінську землю. Спільно з ординцями воював в Угорщині, на короткий час приєднав Закарпаття (1283). Прославився як мужній воїн і полководець, але нерозважливий і нестриманий політик. Занедбав своє князівство через часті війни з сусідами. За переказом у старості прийняв чернецтво. Іменем Лева названо місто Львів. У західноєвропейських джерелах називається королем Русі, хоча в руських джерелах ніколи так не титулувався.

## Імена
- Ле́в Дани́лович — в українській традиції з патронімом[2].
- Ону́фрій — хрещене ім'я[3].

На думку дослідників Лев Данилович отримав ім'я на честь константинопольського імператора Лева Великого.

## Біографія

### Ранні роки
Точна дата народження Лева невідома. М. Котляр і Л. Войтович припускають, що він народився близько 1225 року.
Лев був другим сином Данила Романовича, старшого сина першого галицько-волинського князя Романа Мстиславича, представника волинської гілки Мономаховичів, і галицької князівни Анни, доньки галицького князя Мстислава Удатного, представника смоленської гілки Мономаховичів. По батьківський лінії він був нащадком великих київських князів Романа і Мстислава, а також візантійського імператора Ісаака II Ангела. По лінії матері його прадідами були новгородський князь Мстислав Ростиславич та половецький хан Котян.
Перша згадка про Лева в літописі датується 1233 роком.
У 1240 році разом з батьком був в Угорському королівстві, де Данило шукав союзників проти монголо-татар.
Військово-політичну діяльність князь Лев Данилович розпочав ще за життя свого батька, беручи участь у всіх його походах. 1244 року був у війську Данила, яке зазнало поразки у битві проти претендента на галицький престол князя Ростислава Михайловича на р. Січниці, лівій притоці Вишні у Перемишльській землі.
Брав участь у битві під Ярославом 1245 року, у якій війська Данила Галицького розбили Ростислава Михайловича.
У 1247 році (за іншими даними — в 1251—1252) для зміцнення союзу з Угорським королівством Данило Романович одружив його з донькою Бели IV Констанцією. Можливо, на знак цієї події було засновано місто Львів, назване на честь Лева Даниловича.
1249 року брав участь у поході на Слонім в ході втручання галицько-волинських військ в литовські усобиці на стороні князя Товтивіла.
У 1252—1254 роках разом з батьком воював з монголо-татарським баскаком Куремсою.
В цей же час, 1252 року, здійснив похід у чеські землі на підтримку брата Романа в ході війни за австрійську спадщину Бабенбергів.
Зимою 1253—1254 року очолив похід у ятвязьку землю проти князя Стекинта. В ході цієї війни з наказу Данила швидким маршем перекинув військо до Бакоти і приводить до покори боярина Милія, який став ординським баскаком.
Наступної зими здійснив каральний похід у Болохівську землю, князі якої як ординські данники підтримали Куремсу (Коренцу) у верхів'я Південного Бугу.
У кінці 1255 року вирушив до Новогрудка на допомогу братові Роману, який претендував на литовський престол, після чого розбив ятвягів.

### Самостійне правління

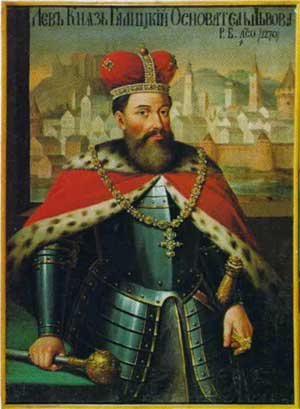
Портрет князя Лева Даниловича (Л. Долинський, кінець XVIII ст.)

Після смерті Данила Галицького у 1264 р. крім Перемишльського князівства отримав також Галицьке та Белзьке.
У 1267 році великий князь литовський Войшелк передав литовський престол Левовому братові Шварну, який був його швагром, а сам постригся в монахи в одному з монастирів Галичини. Згодом Лев покликав Войшелка погостювати та вбив під час сварки ймовірно через те, що останній зробив своїм наступником Шварна, а не його. Після цього стосунки між литовськими та руськими князями значно погіршились і переросли у спустошливі війни.
Проте 1269 року помер Шварно Данилович, і Лев успадкував Холм і Дорогичин та передав їх своєму сину Юрію. В цей же час здійснив невдалу спробу утвердитись у Литві, в якій Шварно був великим князем. 1270 року помер Василько Романович, який, здається, перед смертю пішов у монахи, і відтоді Лев, як старший з Романовичів, фактично став верховним князем Галицько-Волинського князівства.
Лев не був коронований Папською короною, адже в Золотій Орді на той час зміцнів темник Ногай, який відновив владу золото-ординських ханів над Галицько-Волинським князівством. Свій вплив в Орді Ногай зберігав до самої смерті в 1300 році. Упродовж всього часу Лев залишався васалом Орди і навряд чи міг коронуватися.
За деякими даними, Лев у 1272 році переніс свою столицю до Львова. Згідно з хронікою Бартоломея Зиморовича Лев близько 1271 року відбудував Львів і, спорудивши Високий замок, навіть перебув у ньому холодну зиму, але наступного року переніс резиденцію в новозбудований Низький замок на березі річки Полтви.
У 1272—1273 роках разом з братом Мстиславом та володимирським полком Володимира Васильковича втрутився у польську міжусобицю на боці свояка, Болеслава V Сором'язливого. Тоді ж об'єднанні галицько-волинські полки виступили проти ятвягів та взяли їхнє місто Злину, після чого з ятвягами був укладений мир.
Весною 1275 року війська литовського князя Тройдена спустошила Дорогичин. У відповідь на це в кінці того ж року Лев організував великий похід проти литовців, у якому крім галицько-волинського війська взяли участь брянський князь Роман Михайлович з сином Олегом, смоленський князь Гліб Ростиславич, турово-пінські князі та татари очолювані воєводою Ягурчином. Під час походу Лев разом з татарами здобув Новогрудок не дочекавшись підходу основних сил союзників. Через це останні відмовились продовжувати війну та вернулись в свої уділи.
В кінці 1277 р. послав загін під керівництвом свого сина Юрія у новий похід проти Литви, організований татарами, який закінчився невдалою облогою Гродна.
Після смерті краківського князя Болеслава V Сором'язливого (1279), одруженого з Кунегундою Угорською — сестрою його дружини Констанції, в союзі з чеським королем Вацлавом II намагався здобути Краків. Підтримуючи в боротьбі за краківський престол Болеслава II Мазовецького (сина сестри Предслави), вів тривалу війну з польським князем Лешком II Чорним. В кінці 1279 — на початку 1280 за підтримки татар та інших Романовичів здійснив похід на Польщу в ході якого русько-татарські сили спустошили околиці Сандомира, проте були розбиті поляками у битві під Гозліцами зазнавши значних втрат.
У 1281 році приєднав жупу Берег та інші володіння на Закарпатті до своїх земель.
1282 року брав участь у поході Ногая в Угорщину.
1285 року в союзі з Володимиром Васильковичем та литвою воював проти мазовецького князя Болеслава Земовитовича. 1287 року ходив на Польщу в складі татарської армії Телебуги.
1289 року Лев знову вирядився на Краків, тепер підтримуючи кандидатуру Болеслава Земовитовича, і проти його суперників ходив аж у Сілезію. У цій війні Лев частково досягнув своєї мети — зайняв Люблінську землю, яка до 1302 р. залишалася при Галицькому князівстві. Під час цих подій Лев увійшов у близьке порозуміння з чеським королем Вацлавом ІІ: «держав з ним велику дружбу і склав з ним мир до кінця життя»
Остання згадка про Лева в джерелах — друга зустріч з Вацлавом ІІ в Брно 1299 року.
Лев підтримував союзні стосунки із Золотою Ордою, в його підпорядкуванні знаходився й Київ.
Докладав багато зусиль до створення Галицької митрополії, яка постала 1303 року, вже за короля Юрія I Львовича.

### Смерть і поховання
Точна дата смерті Лева невідома. У 1796 році Й. Енгль припустив, що князь помер близько 1301 року. Цю дату підтримали історики М. Карамзін, Д. Зубрицький, І.Шараневич, В.Антонович, Л. Войтович.
За легендою, Лева поховали у Онуфріївському монастирському храмі села Лаврів. Однак каплиця, до якої традиція прив'язувала його могилу, виявилася будовою XVII—XVIII ст.. Більш рання церква у Лаврові не знайдена, хоча монастир був закладений у XIII ст.
Відомості про смерть Лева у Спаському монастирі, так само, як і версія віднайдення у 1767 р. Багатої гробниці князя, срібло з якої пішло на відновлення монастиря, дуже непевні.

## Оцінки
- У першій частині Галицько-Волинського літопису (ХІІІ ст.) Лев Данилович описується позитивно, як найближчий сподвижник батька Данила, учасник усіх його походів: «Князь думен и хоробор на рати, немало бо показа мужьство свое во многых ратех»[10]. Проте в другій частині його змальовано негативно, як «безчесного князя»[11]. На думку дослідника М. Бартницького, це пов'язано з тим, що Лев, зайнятий війнами, не потурбувався про власного літописця, а волинські редактори літопису, екстраполювали туди неприязнь своїх князів до свого брата і сюзерена[12].
- Хроніст Бартоломей Зиморович високо оцінював Лева, називаючи його винахідником машин для здобування фортець[13].
- У XV—XIX ст. князь Лев був дуже популярним серед різних верств руського населення Галичини і Волині, про що свідчать народна традиція і численні підробки княжих грамот[14][11].

## Сім'я
- Батько: Данило (1202—1264), князь галицький (1205—1206, 1211—1212, 1230—1232, 1233—1234, 1238—1264), володимирський (1205—1208, 1215—1238), київський (1239—1240), галицько-волинський (1238—1264), король Русі (1253—1264)
- Брати і сестри:
  - Іраклій (бл. 1223—до 1240), помер молодим
  - Переяслава (?—1283) ∞ Земовит І, мазовецький князь
  - NN (?—?) ∞ Андрій, володимиро-суздальський князь
  - Софія (?—?) ∞ Генріх V, шварцбурзький граф
  - Роман (бл. 1230—бл. 1261), князь новогрудський (1251—1256), холмський (?—1261), герцог австрійський (1252—1254)
  - Мстислав (?—після 1292), князь луцький (1264—1292), володимирський (1288—1292)
  - Шварн (?—після 1292), князь холмський і великий князь литовський (1264—1269)
  - NN (?—бл. 1253), помер немовлям
  - NN (?—бл. 1253), померла немовлям

Дружина — Констанція Угорська, дочка угорського короля Бели IV.
- Діти:
  - Юрій (1252/1257—1308), князь белзький (бл. 1269—1301), володимирський (1301—1308), король Русі (1301—1308)
  - Святослава (?—1302), черниця
  - Анастасія (?—1335) ∞ Земовит, добжинський князь
  - (?) Олена ∞ Казимир, битомський князь[джерело?]

## Вшанування пам'яті

### Кіно
- 1987: Данило, князь Галицький
- 2018: Король Данило

### Вулиці
- На честь нього названа Вулиця Князя Лева у місті Львів.
- Вулиця Князя Лева у місті Городенка.
- У селі Ралівка Львівської області вулицю Дружби перейменували на вулицю Князя Лева.[15]

### Установи
- На честь нього названа Перша міська клінічна лікарня імені Князя Лева у місті Львів
- 24 серпня 2021 року 1 окремій бригаді Державної спеціальної служби транспорту присвоєно почесне найменування «імені князя Лева».[16]

### Монографії
- Войтович Л.  Князівські династії Східної Європи (кінець IX — початок XVI ст.). Львів: Інститут українознавства, 2000. С. 26, 62, 90, 98, 185, 227, 230, 284—288, 376, 417—418, 425, 438, 441—442, 445—446, 450, 454, 457, 467, 499, 514.
- Войтович Л. Княжа доба: портрети еліти . — Біла Церква, 2006.  С. 497—501
- Войтович, Л. Князь Лев Данилович [Архівовано 23 лютого 2020 у Wayback Machine.]. Львів, 2012.
- Войтович, Л. Лев Данилович, князь галицько-волинський (бл. 1225 ;— бл. 1301). Львів, 2014.

### Статті
- Войтович, Л. Де була столиця Лева Даниловича? (Джерелознавчий аспект проблеми) // До джерел. Збірник наукових праць на пошану Олега Купчинського з нагоди його 70-річчя. Т.1. Київ–Львів, 2004, С. 712—720.
- Войтович, Л. . Військове мистецтво Галицько-Волинської держави: князь Лев Данилович // Вісник Національного університету «Львівська політехніка». № 502. Держава та армія. 2004, С. 13–18.
- Войтович, Л. Штрихи до портрету князя Лева Даниловича // Україна в Центрально-Східній Європі (з найдавніших часів до XVIII ст.). Вип.5. Київ, 2005, С. 143—156.
- Войтович, Л. Реформи армії князями Данилом Романовичем та Левом Даниловичем у середині ХІІІ ст. // Вісник національного університету «Львівська політехніка». № 571. Держава та армія. Львів, 2006, С. 89–93.
- Войтович, Л. Князь Лев Данилович — полководець і політик // Confraternitas. Ювілейний збірник на пошану Ярослава Ісаєвича / Україна: культурна спадщина, національна свідомість, державність. Вип. 15. Львів, 2006—2007, С. 115—124.
- Войтович, Л. Королівство Русі: факти і міфи [Архівовано 19 жовтня 2017 у Wayback Machine.] // Дрогобицький краєзнавчий збірник. Збірник наукових праць. 2003. Вип. VII. С. 63—71.
- Домбровський Д. Матримоніальна політика князя Лева Даниловича // Записки НТШ. Т.240. Львів, 2002, С. 195—218.
- Малевская М. В. Архитектурно-археологичемкие исследования в Львовской области // Археологические открытия за 1980 г. Москва, 1981, С. 278.
- Мицько І. Феномен грамот князя Лева // Старосамбірщина. Т.2. 2002. С. 187—194.
- Площанский В. Лавров село и монастырь в Самборском округе // Научнный сборник изданый Литературным обществом Галицко-Русской матицы. — Львов, 1866. С. 78—106.
- Bartnicki M. Wizerunek «безчесного князя» w Kronice Halicko-Wołyńskiej // Actis testantibus. Ювілейний збірник на пошану Леонтія Войтовича / Україна: культурна спадщина, національна свідомість, державність. Вип.20. Львів, 2011. С.93–100.
- Dąbrowski, D. Stosunki polityczne Lwa Daniłowicza z sąsiadami zachodnimi w latach 1264—1299/1300 r. // Галичина та Волинь у добу середньовіччя. Історичні та культурологічні студії. Т.3. Львів, 2001, С. 42–69.

### Довідники
- Котляр, М. Ф. Лев Данилович [Архівовано 21 серпня 2016 у Wayback Machine.] // Енциклопедія історії України : у 10 т. / редкол.: В. А. Смолій (голова) та ін. ; Інститут історії України НАН України. — К. : Наукова думка, 2009. — Т. 6 : Ла — Мі. — С. 72. — ISBN 978-966-00-1028-1.
- Котляр, М. Ф. Лев І Данилович // Українська дипломатична енциклопедія, 2004, Т. 1.
- Лев Данилович // Довідник з історії України [Архівовано 4 березня 2015 у Wayback Machine.]. Київ, 1993.
- Лев Данилович [Архівовано 9 листопада 2016 у Wayback Machine.] // Українська мала енциклопедія : 16 кн. : у 8 т. / проф. Є. Онацький. — Накладом Адміністратури УАПЦ в Аргентині. — 1960. — Т. 3, кн. VI : Літери Ком — Ле. — С. 813. — 1000 екз.